# جعفر بن عبدالله حویزی
قوام الدین جعفربن عبدالله بن ابراهیم حویزی اصفهانی مشهور به شیخ جعفر قاضی (درگذشته ۱۱۱۵ق)، از فقهای امامیه که در تمام عمر قاضی و شیخ الاسلام اصفهان بود.
شیخ جعفر از اهالی حویزه در عین حال زادهٔ کمره (از توابع خمین) بود. وی علاوه بر فقاهت، مفسر اخباری و متکلم بود. وی در علم حدیث و اخبار شاگرد محمدتقی مجلسی (مجلسی اول) و در علوم معقول و منقول از شاگردان محمدباقر سبزواری بود. وی همچنین شاگرد برجسته محقق خوانساری و داماد وی نیز بوده است.

## آثار
- اصول الدین
- حاشیه بر شرح لمعه
- حاشیهٔ کفایهٔ استاد خود محقق سبزواری
- ذخائر العقبی در تعقیبات نماز (تألیف شده به امر شاه سلطان حسین صفوی)